# Stercorarius antarcticus
Stercorarius antarcticus là một loài chim trong họ Stercorariidae.